# Liste der Baudenkmäler in Coburg/A
Dieser Teil der Liste der Denkmäler in Coburg beschreibt die denkmalgeschützten Objekte in folgenden Coburger Straßen und Plätzen:
- Adamiberg
- Adamistraße
- Ahorner Straße
- Albertsplatz
- Alexandrinenstraße
- Alfred-Sauerteig-Anlage
- Allee
- Am Hofbräuhaus
- Am Lokomotivschuppen
- Am Viktoriabrunnen

## Adamiberg
| Adresse Bezeichnung Akten-Nr.                                    | Beschreibung | Foto |
| ---------------------------------------------------------------- | --- | ---- |
| Adamiberg (Lage)                                                 | Im 14. und 15. Jahrhundert wurde der Höhenzug im Westen Coburgs „Mulberg“ oder „Kleiner Mühlberg“ genannt. Johann Andreas Adami kaufte 1741 den zur Stadt hin gelegenen Hang. Sein Schwiegersohn Johann Georg Waldsachs ließ 1774 das Areal zum ersten Coburger Gesellschaftsgarten umgestalten. Es bürgerte sich die Bezeichnung Adamiberg ein, die auch nach dem Verkauf des großen Grundstücks an die Stadt 1808 erhalten blieb. |      |
| Adamiberg (Standort) Ehemaliger Schnürsgarten D-4-63-000-618     | Den von den Familien Adami-Waldsachs in der zweiten Hälfte des 18. Jahrhunderts angelegten Gesellschaftsgarten ließ Albert Friedrich Schnür Mitte des 19. Jahrhunderts parkähnlich ausbauen. In der Schnürsgarten genannten Anlage befinden sich die Gebäude Adamiberg 1–8 und Adamistraße 2a sowie ein Gedenkstein für Friedrich Schnür. |      |
| Adamiberg 1 (Standort) Dreyers Villa D-4-63-000-915              | Im Jahre 1902 beauftragte der Hofbuchdruckereibesitzer Gustav Besser den Architekten und Maurermeister Paul Schaarschmidt am Judenberg an Stelle eines Gartenhauses ein viergeschossiges Wohnhaus mit Vorhalle und Wintergarten zu errichten. Die Hangvilla mit einem dreiachsigen Balkonvorbau erwarb 1926 der Facharzt Karl Dreyer, der 1924 in der Bahnhofsstraße eine Privatklinik für Gynäkologie mit Entbindungsanstalt eröffnet hatte. Dreyer veranlasste einige Umgestaltungen. Nach einem Dachstuhlbrand 1977 folgte der Neubau des Daches als flaches Walmdach ohne die ursprünglichen Ziergiebel und Dacherker. Von der im Jugendstil gestalteten Inneneinrichtung sind noch Treppenhaus, Fenster, Türen und Decken vorhanden. |      |
| Adamiberg 2 (Standort) Gasthaus D-4-63-000-619                   | Ein erstmals 1808 erwähntes Gartenhaus am Fuß des Adamiberges ließ sich der Bäckermeister Georg Andreas Fischer 1820 zur Nutzung als Wirtshaus vergrößern. Neben dem Bierausschank, der sich zu einem Gesellschaftsgarten entwickelte, betrieb Fischer dort auch eine Kegelbahn. Der Gesellschaftsgarten wurde mit der Zeit Treffpunkt der mit den politischen Zuständen unzufriedenen Bürger, vom September 1832 bis Mai 1833 kam es zur Schließung durch die Landesbehörden. 1848 ließ Fischer das Wirtshaus zu einem Wohnhaus erweitern. Zusätzlich entstand ein hölzerner Querbau mit einem Saal. Allerdings schon 1851 verschwand Fischer und das Anwesen wurde versteigert. 1924 erwarb die Freimaurerloge zur Fränkischen Leuchte das Haus und veranlasste einen Umbau und eine Erweiterung mit einer hölzernen Laube zu einem Logenheim. Im Oktober 1933 kaufte die Kindergärtnerin Frieda Böhm das Gebäude zur Nutzung als „Privat-Kindergarten“. Das ehemalige Wirtshaus ist ein giebelständiger Satteldachbau mit drei Fensterachsen. Der Querbau besitzt im Erdgeschoss zwischen vier dorische Säulen hölzerne Wände mit Rundbogenfries und Rautengitter. Das Obergeschoss ist durch ein Flugdach, getragen von vier Säulen, gekennzeichnet. |      |
| Adamiberg 6 (Standort) Gartenhaus, Jean-Paul-Haus D-4-63-000-1   | Das erste Gartenhaus im Garten auf dem kleinen Judenberg wurde 1778 für den Hoftrompeter Johann Georg Waldsachs errichtet. In den Jahren 1803/04 diente das Anwesen dem Dichter Jean Paul während seiner Coburger Zeit 1803/04 als Refugium. Hiervon zeugt eine an der Fassade angebrachte Büste des Dichters aus dem Jahr 1816, gefertigt vom Schadow-Schüler Hildebrand. 1844 erwarb der Geheime Oberfinanzrat Albert Friedrich Schnür den Garten und um 1870 ließ der Bruder, der Kreisgerichtsdirektor Georg Ottilius Gottfried Schnür, einen neuen, eingeschossigen Gartenpavillon errichten. Der Fachwerkbau hat ungefähr einen quadratischen Grundriss mit einem großen Raum und drei kleinen Nebenräumen. Das Gebäude ist gekennzeichnet durch eine zeltförmige Dachkonstruktion und Segmentbogenfenster mit Holzläden. Im Garten steht ein Gedenkstein für Albert Friedrich Schnür aus dem Jahre 1867. Um 1889 erwarb das Anwesen der Hoftheatermaler Friedrich Lütkemeyer, 1916 die Niederfüllbacher Stiftung und 1917 die Stadt Coburg. |      |
| Adamiberg 8 (Standort) Gartenhaus, Schnürs Pavillon D-4-63-000-2 | Das neuromanische Gartenhaus ließ sich 1862 der Geheime Oberfinanzrat Albert Friedrich Schnür für gesellschaftliche Zwecke durch den Maurermeister Paul Gehrlicher errichten. Das Gebäude wurde auch Tusculum oder Sommerschlösschen genannt. Um 1889 erwarb es der Hoftheatermaler Friedrich Lütkemeyer, 1916 die Niederfüllbacher Stiftung und 1917 die Stadt Coburg. Seit 2004 wird das Gebäude von einer Coburger Schülerverbindung als Versammlungsort genutzt. Der in den Hang gebaute zweigeschossige Pavillon ist Teil des ehemaligen Schnürsgartens. Das Untergeschoss des blockhaften Gebäudes besitzt diagonal gestellte Eckpfeiler, die an drei Seiten drei Rundbogenarkaden auf Vierkantpfeilern einrahmen. Im Obergeschoss, ursprünglich mit dem großen Festraum, sind jeweils drei Zwillingsarkaden angeordnet. Nach einem mit tropfenförmigen Blendarkaden gestalteten Attikagesims schließt oben ein flaches Zeltdach den Pavillon ab. |      |

## Adamistraße
| Adresse Bezeichnung Akten-Nr.                        | Beschreibung | Foto |
| ---------------------------------------------------- | --- | ---- |
| Adamistraße (Lage)                                   | Die Adamistraße beginnt am Judenberg und endet an der Rodacher Straße. Sie verläuft östlich unterhalb des Adamibergs entlang der Gleisanlagen der Werrabahn. Vorgänger der seit 1974 vierspurig ausgebauten Straße war der Kürengrunder Fahrweg, der 1861 zur Erschließung neuer Wohngebiete als Adamistraße ausgebaut wurde. |      |
| Adamistraße 2 a (Standort) Gasthaus D-4-63-000-620   | Im Jahre 1896 beauftragte der Buchdruckereibesitzer und damalige Besitzer des Schnürsgartens Gustav Besser den Baumeister Otto Leiheis mit der Errichtung des zweigeschossigen historistischen Wohnhauses. Bis zum Zweiten Weltkrieg wurde das Gebäude unter anderem als Spielwarenfabrik und Geschäftshaus genutzt. Später folgte der Umbau des Kellergeschosses zu einer Gaststätte mit einem Biergarten. Die Fassade des Mietshauses am Fuß des Adamiberges ist im Stil der Neurenaissance mit Ziegeln und Sandsteingliederungen (Eckeinfassungen und Fensterrahmungen) gestaltet. Die nach Osten gerichtete Straßenfassade besitzt einen Mittelrisalit, der oben von einem reich verzierten Zwerchhaus abgeschlossen ist. An der Nordostecke steht ein Erkerturm mit einer hohen Polygonalhaube. Die Dachkonstruktion ist ein Mansardwalmdach mit stehenden Zeltdachgauben. |      |
| Adamistraße 6 b (Standort) Villa D-4-63-000-3        | Im Jahre 1904 errichtete der Baugewerksmeister Paul Schaarschmidt die reich dekorierte Jugendstilvilla in Hanglage als sein Wohnhaus mit Nebengebäude. Nach dem Zweiten Weltkrieg wurde das Haus teilweise überformt und das Rückgebäude als Haus Nr. 6a abgetrennt. Die Fassade des Walmdachbaus besitzt eine geritzte Putzquaderung. Die Straßenfassade zeichnet sich durch einen tiefen dreiachsigen Risalit aus grob behauenem Sandsteinmauerwerk mit einem aufwändig gestalteten Ziergiebel aus. Die Altane auf der linken Seite wird getragen von Rundbögen, deren Pfeiler auf einer Veranda enden. An der Rückseite steht ein Eckturm mit einem dreifach gestuften Dach, ähnlich einer welschen Haube. Die Bekrönung des Giebelfirsts mit einer Eule, einem Adler mit Spruchband an der rechten Ecke des Risalits und an der Verandabrüstung die Symbole Hammer, Kelle und Senkblei links, Bienenkorb in der Mitte und Winkelmaß rechts beziehen sich auf den Baumeisterberuf des Bauherrn und seine Mitgliedschaft bei den Freimaurern. |      |
| Adamistraße 6 c/d (Standort) Wohnhaus D-4-63-000-4   | Das Doppelwohnhaus erbaute Paul Schaarschmidt 1904 auf einem 1903 erworbenen Grundstück. Die beiden Haushälften verkaufte er getrennt in den Jahren 1919 und 1920. Das dreigeschossige Gebäude, teilweise im Heimatstil und mit englischer Architektur gestaltet, hat einen Sockel aus grob behauenen Steinen und eine Fassade aus Sichtziegelmauerwerk mit Sandsteingliederungen, im Ober- und Dachgeschoss aus Fachwerk. Die Seiten sind oben verschiefert. Die Straßenfront besitzt zweiachsige Eckrisalite mit dreiseitigen Erkern. Das Doppelhaus ist spiegelbildlich gebaut. Die seitlich angelegten bauzeitlichen Treppenhäuser mit Jugendstilbrüstungen erschließen je Etage eine Wohnung. |      |
| Adamistraße 10 a (Standort) Stellwerk D-4-63-000-936 | Das nördliche Personenbahnhofstellwerk Cn wurde am 20. Juni 1916 in Betrieb genommen. Es war bis zum 16. Dezember 2007 in Betrieb und wurde durch ein elektronisches Stellwerk in Coburg Güterbahnhof ersetzt. Das Erdgeschoss des zweigeschossigen Gebäudes mit Sandsteinsockel hat Rundbogenfenster. Der Bedienraum hat zu den Gleisen hin rechteckige Fenster und einen Eckerker in expressionistischen Formen. Den oberen Abschluss bildet ein Walmdach. Im Zwischengeschoss war ein Großteil der elektromechanischen Stellwerkstechnik vom Typ Siemens & Halske 1912 eingebaut. |      |

## Ahorner Straße
| Adresse Bezeichnung Akten-Nr.                                       | Beschreibung | Foto |
| ------------------------------------------------------------------- | --- | ---- |
| Ahorner Straße (Lage)                                               | Parallel zu Ketschenanger und Casimirstraße verläuft die Ahorner Straße, seit 1873 unter diesem Namen. Bis 1875 führte sie von der Ketschendorfer Straße über die Ketschenbrücke bis zur Weichengereuth. Der westliche Teil wurde 1905 abgetrennt und zum Schillerplatz ausgebaut. |      |
| Ahorner Straße 2 (Standort) Wohn- und Garagengebäude D-4-63-000-929 | Im Jahre 1957 wurde das zweigeschossige Wohn- und Garagengebäude nach Plänen des Architekten Otto Behrens erbaut. Das nicht unterkellerte Gebäude besitzt im Erdgeschoss neun Garagen sowie Wirtschaftsräume mit sechs Kellerabteilen. Im Obergeschoss sind sechs Einraumwohnungen vorhanden, die zur Straße schräg ausgestellte große Fenster besitzen. Seitliche Außentreppen und ein Außengang auf der Rückseite erschließen die Wohnungen. Ein zum Schutz der Zugänge weit überstehendes Pultdach bildet den oberen Hausabschluss. |      |
| Ahorner Straße 6 (Standort) Wohnhaus D-4-63-000-621                 | Der Zimmermaler Christian Steinkopf beauftragte 1905 den Maurermeister Paul Schaarschmidt mit dem Bau des historistischen Wohnhauses. Die kleine Villa entstand im Stil des englischen Cottage mit einer verputzten Fassade, teilweise gebändert im Erdgeschoss und an den Hauskanten. Markant sind an der Straßenfront zwei Fachwerkerker, links vor einem Giebel ein breiter Kastenerker unter einem vorspringenden Satteldach und rechts an der anschließenden Traufseite ein kleinerer polygonaler Erker mit einem Helm. Ein Balken an der Unterseite des Giebelerkers weist die Inschrift „Is nich grot – is man lütt – äwer min Hütt“ auf. Die Fassadenostseite besitzt einen Schweifgiebel mit Rundbogenfenstern. |      |
| Ahorner Straße 7 (Standort) Villa D-4-63-000-5                      | Das Wohnhaus errichtete sich im Jahre 1872 der Maurermeister Bernhard Kleemann auf einem ehemaligen Stockmar-Opitz’schen Gartengrundstück im Stil der Neurenaissance. Die anderthalbgeschossige Villa hat einen etwa quadratischen Grundriss. Die Ziegelfassade steht auf einem halbgeschossigen Hausteinsockel und wird durch einen mittigen, zweiachsigen Zwerchgiebelrisalit aus Sandstein geprägt, der unter anderem Blattmotive auf den Architraven zeigt. Den oberen horizontalen Abschluss bilden eng gesetzte Konsolen unter einem profilierten Traufgesims. Darüber stehen Zwerchgauben mit kräftig profilierten gesprengten Giebeln, die das kreuzförmig gestaltete Dach durchdringen. 1911 entstand auf der Rückseite zusätzlich ein traufständiges zweigeschossiges Fachwerkhaus mit Ziegelausfachung und einem mittig angeordneten Zwerchhaus. |      |
| Ahorner Straße 9 (Standort) Turnhalle D-4-63-000-882                | siehe Schützenstraße 1a |      |

## Albertsplatz
| Adresse Bezeichnung Akten-Nr.                                    | Beschreibung | Foto |
| ---------------------------------------------------------------- | --- | ---- |
| Albertsplatz (Lage)                                              | Der Albertsplatz liegt zwischen der inneren und äußeren Stadtmauer westlich des Ketschentores. Er erstreckt sich von der Ketschengasse bis zur Goethestraße. 1395 hieß der Platz Vor dem Ketschentor, ab 1432 Czinkenwerd, ab 1447 Vischergasse und ab 1862 in Gedenken an Prinzgemahl Albert Albertsplatz. 1860 bis 1862 wurde der Platz, dessen Umbauung bis dahin aus Stadeln und Ställen in Gärten bestand, im Rahmen der Niederlegung der Stadtbefestigung zeitgemäß neu umbaut und dient seither als Mittler zwischen Kernstadt und Ketschendorfer Vorstadt. 2010/11 ließ die Stadt den 2248 Quadratmeter großen Platz für 6,7 Millionen Euro sanieren und umgestalten. |      |
| Albertsplatz 1 (Standort) Luther-Volksschule Coburg D-4-63-000-6 | Das dreigeschossige, dreiflügelige Gebäude entstand 1860–1862 nach Plänen des Stadtbaurates Julius Martinet als neugotisches Schulhaus mit Zinnengiebeln. Den Innenausbau ergänzte 1904 Max Böhme mit einer Sandsteintreppe. In der Arkadenvorhalle befindet sich eine Lutherbüste aus dem Jahr 1883, wohl von Ernst Rietschel. |      |
| Albertsplatz 3 (Standort) Bürgerhaus D-4-63-000-7                | Das spätklassizistische dreigeschossige Bürgerhaus entstand wohl um das Jahr 1870 für den Kaufmann Johann Georg König aus einer Umgestaltung von älteren Vorgängerbauten. Die Fassade des sechsachsigen Wohnhauses besitzt im Erdgeschoss flache Segmentbogenfenster. Im zweiten Obergeschoss haben die vier mittleren Fenster gerade Verdachungen, die beiden äußeren ein aufgebogenes Gebälk. Zur Geschosstrennung sind Gesimse vorhanden, wobei das zwischen den Obergeschossen angeordnete einen Zahnschnitt aufweist. Die Dachtraufe wird durch einen reichen Konsolfries verziert. Ein dreiachsiges Zwerchhaus mit Pilastern zwischen den Fenstern betont die Hausmitte. |      |
| Albertsplatz 5/5 a (Standort) Wohnhaus D-4-63-000-8              | Das mehrteilige Wohngebäude ließ sich der Konditor Rudolf Weiß nach Plänen des herzoglichen Bauinspektors Hans Rothbart in neugotischem Stil abschnittsweise zwischen 1874 und 1880 errichten. Der Gebäudekomplex folgt dem ehemaligen Stadtmauerverlauf und wird am östlichen Ende durch einen fünfgeschossigen, zinnenbewehrten Wohnturm abgeschlossen. Westlich schließt sich ein dreigeschossiges Traufseithaus an, dessen Südfassade zwei vorgesetzte viergeschossige, dreiachsige Zwerchhausrisalite besitzt. Den westlichen Abschluss bildet die Hausnummer 5a, eine zweigeschossige Villa mit einem mittig angeordneten, dreigeschossigen Giebelrisalit. Das Haus hat einen kleinen Vorgarten und steht zurückgesetzt auf den Resten der hochmittelalterlichen Zwingermauer. Gleiche First-, Traufen- und Geschossenhöhen sowie Gestaltungselemente wie Zinnenkränze und Bogenfriese unter der Traufe vereinen die einzelnen Gebäudeteile. |      |
| Albertsplatz 6 (Standort) Wohnhaus D-4-63-000-622                | Im Jahre 1878 errichtete der Baumeister Francke das zweigeschossige Wohnhaus anstelle eines kleineren Hinterhauses für die Gutsbesitzerwitwe Margaretha Ludloff, Frau von Julius Christian Louis Ludloff. 1909 folgte ein Treppenhausanbau auf der rechten Seite. Das Gebäude steht zurückgesetzt an einer neuen Mauerkrone der 1782 zurückgebauten Stadtmauer. Die Fassade des vierachsigen Traufseithauses besitzt zwischen den Fenstern durchlaufende Lisenen, die über den Fenstern des ersten Obergeschosses durch Rundbogenfriese miteinander verbunden sind. Der Anbau hat einen Stufengiebel und eine winklige Fensterverdachung. |      |
| Albertsplatz 7 (Standort) Wohnhaus D-4-63-000-9                  | Wohl über den Resten eines Wehrturms der inneren Stadtbefestigung errichtete 1864 der Maurermeister Paul Gehrlicher den Annexbau des Vorderhauses (siehe Kleine Rosengasse 7). Das zweigeschossige Wohnhaus- und Geschäftshaus besitzt zum Albertsplatz eine neugotische Fassade mit einem Zinnenkranz und seitlich eine hölzerne Veranda. Der eingeschossige Vorbau auf einem Quadersockel stammt aus dem Jahre 1953. |      |

## Alexandrinenstraße
| Adresse                   | Beschreibung | Foto |
| ------------------------- | --- | ---- |
| Alexandrinenstraße (Lage) | Die Alexandrinenstraße führt von der Oberen Anlage zur Ketschendorfer Straße. Vor 1859 hieß die Straße noch Am neuen Ketschendorfer Fahrweg oder einfach Vor dem Ketschentor (s. Albertsplatz). Im Volksmund wurde sie in Anlehnung an Seligmann Mannheimer, dem ersten Bauherrn an der neuen Straße, auch Mannheimerweg genannt. Namenspatron der Straße ist Herzogin Alexandrine, die von 1842 bis 1893 mit Herzog Ernst II. verheiratet war. Das Ensemble am Fuße des Glockenberges besteht aus drei verschiedenen Bebauungszonen. Dies sind zum einen klassizierende Villen entlang der südlichen Alexandrinenstraße. Die nördliche Alexandrinenstraße und die Marienstraße werden von Wohnhäusern im Jugendstil und historisierenden Landhausstil, die zum großen Teil Carl Otto Leheis entwarf, geprägt. Vor allem späthistoristische Wohnhäuser verschiedener Gestalt kennzeichnen den Marienberg. |      |

| Adresse Bezeichnung Akten-Nr.                                         | Beschreibung | Foto |
| --------------------------------------------------------------------- | --- | ---- |
| Alexandrinenstraße 1 (Lage) Villenartiges Mietshaus D-4-63-000-10     | Die Villa errichtete der Baumeister und Architekt Otto Leheis 1903 in historisierendem Jugendstil und verkaufte sie als Mietshaus 1904 an den Generalagenten Heinrich Steinhäuser. Um einen traufständigen, dreigeschossigen Kernbau sind niedrigere Anbauten und auf der Gartenseite ein Giebelbau mit Veranda und Erkern angeordnet. Im Landhausstil gestaltet besitzt die Fassade der unteren Geschosse eine geritzte Putzquaderung, Fachwerkkonstruktionen zeigen im Obergeschoss der nördliche Anbau und die Giebel sowie Filialgiebel. Von der bauzeitlichen Einrichtung sind noch Treppenhaus, Türen und Fenster mit Buntverglasung vorhanden. Auf dem Grundstück befindet sich der überbaute Eingang des 1846 erbauten Felsenkellers der Brauerei Anton Sturm. |      |
| Alexandrinenstraße 1 (Standort) Felsenkeller D-4-63-000-978           | Keller, mit Portal, um 1835. siehe Untere Anlage |      |
| Alexandrinenstraße 2 (Standort) Villa D-4-63-000-11                   | Im Jahre 1903 erbaute Otto Leheis die Villa in historisierendem Jugendstil und verkaufte das Wohnhaus 1905 an Sophie Heil. Das Gebäude ist gekennzeichnet durch architektonische Formen des Landhausstils, wie verschieden hohe Sattel- und Halbwalmdächer sowie Fachwerk bei den Obergeschossen, den Giebelwänden und einem teilverschindelten Erkertürmchen. Jugendstilelemente sind vor allem bei den Fensterformen, insbesondere bei den seitlichen Fenstern der Schleppgauben, und im Innern vorhanden. |      |
| Alexandrinenstraße 3 (Standort) Villa D-4-63-000-12                   | Die Villa in historisierendem Jugendstil hatte Otto Leheis 1904 fertiggestellt. Als er 1907 zahlungsunfähig war, erwarb Minna Therese Laturner das dreigeschossige Wohnhaus bei einer Zwangsversteigerung. Die Landhausarchitektur bestehend in der Fassade aus Fachwerkkonstruktionen wie straßenseitig einem breiten Giebel mit Fußwalm, einem dreiseitigen Eckerker und einem Verandavorbau prägt das Anwesen. Die rechte Hausseite ist durch ein Schleppdach gekennzeichnet, das bis zum ersten Obergeschoss gezogen ist (Frackdach) und über einer Altane endet, die im Erdgeschoss von einer Arkade getragen wird. Auf der Rückseite steht ein polygonaler Treppenturm. Das Fachwerk des Hauses war ursprünglich blau angestrichen. Das führte im Volksmund zu dem Namen „der blaue Aff“. |      |
| Alexandrinenstraße 4 (Standort) Villa, Sonnenhaus D-4-63-000-13       | Die wegen einer aufwändig dekorierten Sonne im Giebel Sonnenhaus genannte, prachtvolle Jugendstilvilla von Otto Leheis aus dem Jahr 1903 mit reichem Putzdekor lehnt sich mit vegetabiler Ornamentik an die Bauten des belgischen Jugendstils und der Münchener Architekten August Endell und Martin Dülfer an. Es ist der einzige reine Jugendstilbau in Coburg. |      |
| Alexandrinenstraße 7 (Standort) Villenartiges Mietshaus D-4-63-000-14 | Der Handelskonzessionist Seligmann Mannheimer, der am 8. Juni 1842 wegen Betrug und Unterschlagung zu drei Jahren Zuchthaus verurteilt wurde, ließ sich zuvor 1840/41 das spätklassizistische Wohnhaus mit zwei rückwärtigen Gebäuden auf dem Grundstück des Staatsrates Hoffmann errichten. 1844 veranlasste der Regierungsrat Eduard Lotz die Erweiterung eines Nebengebäudes. Auf der Südseite wurde 1880 eine Veranda angebaut, die mehrfach umgebaut und 1929 aufgestockt wurde und schließlich 1984 einem Neubau weichen musste. Die kubische, zweigeschossige Villa besitzt ein flaches Walmdach. Die siebenachsige Straßenfassade weist beidseitig flache zweiachsige Risalite auf. Ein horizontales Gesims trennt das Erdgeschoss aus Haustein vom verputzten Obergeschoss, dessen rechteckige Fenster Verdachungen aufweisen. |      |
| Alexandrinenstraße 8 (Standort) Villa D-4-63-000-15                   | Im Jahre 1841 veranlasste Eduard von Löwenfels, Sohn der russischen Großfürstin Anna Fjodorowna, den Bau eines repräsentativen Wohnhauses mit Nebengebäuden. Ab 1902 war in dem Anwesen das Pfitz'sche Mädchenpensionat untergebracht und 1915 wurde es Eigentum von Wilhelm Liefke, der eine zweigeschossige Veranda anbauen ließ. Karl Liefke beauftragte den Architekten Richard Teufel 1926 mit einem Umbau, der unter anderem einen Anbau und eine Aufstockung umfasste. Die zweigeschossige, spätklassizistische Villa hat ein hohes Kellergeschoss auf dem das Erdgeschoss aus Haustein und darüber das verputzte Obergeschoss, abgeschlossen von einem Walmdach, steht. Die Straßenfassade Richtung Westen wird durch einen mittigen Zwerchgiebelrisalit mit gestelzten Segmentbögen im Erdgeschoss, Dreierarkaden im Obergeschoss und einem Dreiecksgiebel als oberen Abschluss geprägt. Sturzprofile betonen die rechteckigen Fenster des Erdgeschosses. An der Hausecke mit der Südseite steht ein nachträglich gebauter polygonaler Eckerker. |      |
| Alexandrinenstraße 11 (Standort) Villa D-4-63-000-623                 | Im Jahre 1863 ließ sich die Witwe Auguste Stürmer aus Berlin die neuklassizistische Villa mit sieben heizbaren Stuben und vier Kammern von Tobias Frommann erbauen. 1864 folgte der Bau eines Nebengebäudes. 1906 erweiterte Carl Kleemann für den Hofschlachtmeister Ernst Schlick das Dachgeschoss und fügte der Rückseite ein Zierfachwerk an. Das zweigeschossige traufständige Gebäude ist ähnlich wie die älteren Nachbargebäude (Alexandrinenstraße 6 und 8) gestaltet. Es besitzt ein Satteldach und Obergeschossfenster mit Verdachungen. Mittig ist in der Straßenfront ein flacher Zwerchgiebelrisalit angeordnet. |      |
| Alexandrinenstraße 12 (Standort) Villa D-4-63-000-16                  | 1874/75 errichtete der Baumeister Hermann Kühn das Wohnhaus mit elf Zimmern und vier Kammern. 1876 verkaufte er das Anwesen an den Privatier Ludwig Kalb. Die im Stil der Neurenaissance gestaltete Villa besitzt eine Fassade mit versetzten Eckquadern an den Hauskanten, einem umlaufenden profilierten Gesims und einem Sockel aus Haustein. An der Nordseite steht ein achteckiger Turm mit verschieferter Haube. An der Südwestecke ist ein Ziergiebel mit einem reich dekorierten Erker vorhanden. Erhalten ist der bauzeitliche eiserne Gartenzaun und eine aus dem Jahr 1931 stammende Holzbrücke, die das Obergeschoss mit dem Garten verbindet (1981 erneuert). |      |
| Alexandrinenstraße 13 (Standort) Gartenhaus D-4-63-000-17             | Das zweigeschossige Gartenhaus gehörte ursprünglich zu einem 1875 für den Privatier Carl von Schalepansky errichteten Wohnhaus mit sieben heizbaren Zimmern und einer Kammer. Die Villa diente 1886/87 Johann Strauss als Wohnung. Während das Hauptgebäude später aus unbekanntem Grund abgerissen wurde, blieb das dazugehörende Gartenhaus bestehen. Das traufständige Walmdachhaus mit drei Achsen wurde nach dem Zweiten Weltkrieg saniert und zum Wohnhaus umgebaut. |      |
| Alexandrinenstraße 14 (Standort) Villa Löwenherz D-4-63-000-18        | Das repräsentative Wohnhaus errichtete sich 1903 Max Frommann im Jugendstil. 1916 verkaufte er das Anwesen an den Kaufmann Franz Derichs, 1918 erwarb die Villa der Möbelfabrikant und Wagnerfreund Richard Löwenherz, der es 1936 veräußern musste. Der Erkervorbau trägt auf Veranlassung durch Löwenherz Bildhauerarbeiten mit Motiven aus Wagners Opern Tannhäuser und Lohengrin. Das heutige Mehrfamilienhaus ist von einem weitläufigen Garten mit aufwändigen Mauern und Balustraden umgeben. Die Straßenfassade zeigt einen bossierten Sockel, einen reich verzierten Schweifgiebel, Erker und Altane. Der auf der Rückseite stehende polygonale Turm und die Anbauten sowie das Zwerchhaus an der Nebenseite sind im Landhausstil mit Fachwerk gestaltet. Ein neubarockes Tor mit Ziergitter schließt die Zufahrt zum Garten ab. |      |

## Alfred-Sauerteig-Anlage
| Adresse Bezeichnung Akten-Nr.                                                         | Beschreibung | Foto |
| ------------------------------------------------------------------------------------- | --- | ---- |
| Alfred-Sauerteig-Anlage (Lage)                                                        | Der kleine Park vor dem ehemaligen Ernst-Alexandrinen-Volksbad am Endpunkt der Löwenstraße zur Itz hin wurde 1907 als Ziergarten zur „Erbauung der Besucher nach dem Bade“ angelegt. Durch den Bau der neuen Brücke über die Itz 1979 fiel etwa ein Drittel der Parkanlage fort. Den Rest gestaltete Stadtbaudirektor Hans-Harro Sitz 1981 neu. 1985 wurde die Anlage nach dem Coburger Bürgermeister Alfred Sauerteig benannt, der 1945 die Stadt vor der Zerstörung bewahrte. |      |
| Alfred-Sauerteig-Anlage (Standort) Alexandrinenbrunnen D-4-63-000-855                 | Rechts vom Zugangsweg zum ehemaligen Ernst-Alexandrinen-Volksbad befindet sich der 1908 von Max Böhme entworfene Alexandrinenbrunnen, der an die Stifterin des Volksbades, die Herzogin Alexandrine, Coburger Regentengattin Ernst II., erinnert. Der Brunnen stand ursprünglich links vom Eingangsbereich und wurde 1978 im Zuge des Abrisses der Schwimmhalle an seinen jetzigen Standort versetzt. |      |
| Alfred-Sauerteig-Anlage 1 (Standort) ehem. Ernst-Alexandrinen-Volksbad D-4-63-000-855 | Dieses Gebäude, bis 1985 Löwenstraße 30, besteht aus dem ehemaligen Eingangsbau des 1907 nach Plänen von Max Böhme erbauten Ernst-Alexandrinen-Volksbades. Während die eigentliche Schwimmhalle samt Kesselhaus, Jugendstilschornstein und allen für den Badebetrieb notwendigen Räumen 1977 zugunsten des Neubaus einer Brücke über die Itz abgerissen wurde, blieb der mit aufwändigem Jugendstildekor geschmückte Portikus erhalten. Die Doppelarkade über dem Eingang trägt zwei Steinmasken und florale Ornamentik von Otto Poertzel, einem Coburger Bildhauer. An der linken Gebäudeseite ist der das Jugendstil-Treppenhaus beherbergende Erkerturm erhalten. Auf der Spitze des straßenseitigen Walmdachgiebels steht seit 1907 die von Otto Poertzel geschaffene, lebensgroße Bronzefigur einer Badenden als Giebelakroter. |      |

## Allee
| Adresse Bezeichnung Akten-Nr.                            | Beschreibung | Foto |
| -------------------------------------------------------- | --- | ---- |
| Allee (Lage)                                             | Die Allee verbindet den Schlossplatz mit der Rosenauer Straße, einer Fortsetzung der Bahnhofstraße. Sie entstand 1803 als Promenadenweg nach Zuschüttung des Wallgrabens der mittelalterlichen Stadtbefestigung und diente den Herzögen unter anderem bei den Ausfahrten zu den Schlössern Rosenau oder Callenberg. Aufgrund der Bepflanzung mit Linden und Kastanien und wegen ihres teilweise stark schattigen Verlaufs wurde sie auch Schwarze Allee oder Dunkle Allee genannt. An dem Weg stehen zahlreiche historische Gebäude und auf der Westseite Reste der alten zinnenbekränzten Vorstadtmauer sowie spätmittelalterliche, neugotisch umgestaltete Kellergewölbe.            |      |
| Allee (Standort) Zinnenmauer Hahnmühle D-4-63-000-522    | In den Jahren 1863/64 errichtete der herzogliche Bauinspektor Jacob Lindner im Auftrag des Herzogs Ernst II. die neugotische zinnenbewehrte Dekorationsmauer als Sichtschutz zum Hinterhof der Hahnmühle. |      |
| Allee (Standort) Befestigungsmauer D-4-63-000-25         | Die ehemalige äußere Stadtmauer der Steinwegvorstadt, die sich vom Hahntor über das Bürglaßtor zum Steintor hinzog, wurde um 1430 errichtet. Um 1864 gestalteten Jacob Lindner und Carl Friedrich Wilhelm Streib Teile der Mauer entlang der Allee neugotisch mit Zinnenkranz zu einer Dekorationsmauer. Etwa zehn Quadratmeter sind von der ehemaligen äußeren Stadtmauer oberhalb einer Kelleranlage auf der Rückseite des Anwesens Oberer Bürglaß 18 noch vorhanden. |      |
| Allee (Standort) Felsenkeller D-4-63-000-26              | Zwischen 1835 und 1850 entstand die neugotische Eingangsfront zu Gewölbekellern, die stollenartig ausgebildet sind und aus dem Spätmittelalter stammen. Die Eingangsfront hat sechs gerahmte Spitzbogenportale, die Seitenportale sind überhöht. Ein Zinnenkranz bildet den oberen Abschluss. |      |
| Allee (Standort) Bürglaßbrücke D-4-63-000-27             | Etwa in der Mitte der Allee überquert die Bürglaßbrücke den dort in einem Geländeeinschnitt liegenden Weg. Die aus Sandsteinquadern 1819 erbaute neugotische Brücke ersetzte eine Holzbrücke über dem Stadtgraben und ist die direkte Verbindung der Steinwegvorstadt zur Veste Coburg. Bis 1971 stand auf der Brücke stadtseits das Bürglaßtor. Es wurde abgerissen, weil es die Durchfahrt für Busse und Feuerwehrfahrzeuge behinderte. Verblieben und mehrfach restauriert ist ein Treppenaufgang mit einer Zinnenmauer von der Allee zur Brücke und damit zur katholischen Kirche St. Augustin.                                                                                    |      |
| Allee 1 (Standort) Wohn- und Geschäftshaus D-4-63-000-19 | Das 1854–1857 im Auftrag Herzogs Ernst II. erbaute, ehemalige Forsthaus ersetzte einen Vorgängerbau aus dem Jahr 1495. Beim Bau wurde Material der in der Nachbarschaft begonnenen, aber aufgrund der sumpfigen Bodenbeschaffenheit nicht vollendeten katholischen Kirche St. Augustin verwendet. Planer und Polier des in verputztem Fachwerk ausgeführten und mit einem Zwerchhausrisaliten versehenen neugotischen Gebäudes waren Vincenz Fischer-Birnbaum und sein Bauführer Julius Girtanner. |      |
| Allee 2 (Standort) Wohnhaus D-4-63-000-20                | Die Eckwohnanlage mit Dachterrasse und überkuppeltem Belvedere wurde 1869 von Vincenz Fischer-Birnbaum erbaut und mehrfach umgestaltet, zuletzt 1906 von Georg Kempf in historisierendem Jugendstil. Das ursprünglich zweigeschossige Wohnhaus, das anstelle zweier älterer Gebäude errichtet worden war, wurde von Kempf um ein weiteres Stockwerk erhöht und modern überformt. Die Straßenecke wurde hierbei abgeflacht und mit dem Belvedere abgeschlossen. Auch das Jugendstil-Portal sowie die Treppenhausstukkaturen und -bemalungen aus 1907 sind erhalten. 2008 wurde das Gebäude saniert.                                                                                     |      |
| Allee 3 (Standort) Rosenauschlösschen D-4-63-000-21      | Der wasserburgartige Satteldachbau liegt unmittelbar am Rittersteich. Das massive Erdgeschoss stammt aus dem Jahr 1435. Es handelt sich um die Reste der Rosenauer Burg, auch Rosenauschlösschen genannt, der Münzmeister Heinz und Günther von Rosenau. Das in Fachwerk ausgeführte Obergeschoss sowie das Dachgeschoss wurden 1671 anstelle ursprünglich höherer Aufbauten errichtet. Das Gebäude, nur ein Teil der ursprünglichen Burganlage, diente zeitweise dem Hoffischer als Unterkunft, dem Landestheater als Kulissenlager und den Touristen als Lesestube. |      |
| Allee 4 a (Standort) Wohnhaus D-4-63-000-624             | Das 1907/08 von Carl Wetter erbaute dreigeschossige Wohnhaus zeigt zurückhaltend angewandte historistische Formen. Die Straßenfront aus hellem Klinker, Fachwerk und Sandstein trägt linksseitig einen über zwei Geschosse laufenden Erkerturm und rechts einen Filialgiebel auf Kragsteinen. Das Haus erhielt 1925, 1965 und 1970 mehrere Anbauten im Seiten- und Rückbereich. |      |
| Allee 5 (Standort) Internat D-4-63-000-22                | 1877 von Georg Konrad Rothbart als Knaben-Internat erbaut und seit 1937 Wohnhaus, besteht das Gebäude eigentlich aus drei einzelnen Häusern mit polygonalem Eckturm, der über alle drei Stockwerke geht. Das verschieferte Mansarddach wird an der Hangseite des Hauses von einem vorspringenden Zwerchhausbau unterbrochen. |      |
| Allee 6 (Standort) Kleinhaus D-4-63-000-23               | Dem zweigeschossigen, traufenständigen Satteldachhaus mit Querbau, erbaut 1867 von Christian Lutz mit neugotischen Motiven, wurde 1887 ein Nebengebäude als Fotoatelier hinzugefügt. Die Ostseite des Haupthauses wird von einer zweigeschossigen Laube mit Sägearbeiten abgeschlossen. |      |
| Allee 7 (Standort) ehem. Krankenhaus D-4-63-000-24       | Der dreiflügelige, zweigeschossige Sandsteinquaderbau mit Zwerchhausrisalit zur Straßenseite wurde 1860–1862 von Carl Friedrich Wilhelm Streib und Julius Girtanner erbaut. In diesem Gebäude war das erste Coburger Landkrankenhaus untergebracht, bis es nach Ketschendorf verlegt wurde und 1904 das Landratsamt aus dem Zeughaus hierhin umzog. 1925 wurden in das Dachgeschoss Wohnungen eingebaut. Nach 1990 diente das Haus als Aussiedlerwohnheim. Die ursprünglich ausgedehnte Gartenanlage wurde zu Parkplatzflächen umfunktioniert. Im Jahre 2009 erwarb das Anwesen ein Investor, der mit einem umfassenden Umbau rund 20 luxuriös ausgestattete Wohnungen errichten will. |      |

## Am Hofbräuhaus
| Adresse Bezeichnung Akten-Nr.                                   | Beschreibung | Foto |
| --------------------------------------------------------------- | --- | ---- |
| Am Hofbräuhaus (Lage)                                           | Die Straße Am Hofbräuhaus westlich der Brücke über Itz und Werrabahn gehörte bis 2000 zum Plattenäcker. Die westliche Straßenseite nimmt in voller Länge das ehemalige Hofbrauhaus Coburg ein. |      |
| Am Hofbräuhaus 1 (Standort) Brauerei Hofbrauhaus D-4-63-000-371 | Das Hofbrauhaus, 1858 als Sitz der Coburger Actienbrauerei errichtet und bis 1937 kontinuierlich durch weitere 22 Gebäude ergänzt, ist das ehemalige von Georg Rothbart erbaute Hauptgebäude der Brauerei Coburger Hofbräu. Seit 1999 wird das Gebäude, nach einem Großbrand ausgekernt und innen neu gegliedert, von der Hochschule Coburg genutzt. Hinter dem vierzehnachsigen, durch einen Mittelrisalit und zwei Außenrisalite gegliederten Hauptgebäude sind lediglich die 1895 errichtete Malzdarre sowie das alte Sudhaus und die Malztenne von 1868 erhalten. Auf dem ehemaligen Brauereigelände stehen auch die Häuser Am Hofbräuhaus 2 und 3. Der neuzeitliche Abriss der das Hauptgebäude beherrschenden Frontterrasse zugunsten einer Solotreppe ist umstritten.         |      |
| Am Hofbräuhaus 2 (Standort) Villa D-4-63-000-414                | Auf einer künstlichen Erhöhung steht die 1868 von Wilhelm Streib im neugotischen Stil erbaute Villa. Jeder von drei Besitzerwechseln (1870, 1875, 1892) brachte umfangreiche Aus- und Umbauten mit sich, durch die die Villa heute ein malerisches Bild bietet. Der ursprüngliche Kernbau besteht aus einem Satteldachhaus, dessen Langseite in der Mitte ein zweiachsiges Zwerchhaus mit Erd- und Dachgeschoss aufweist. Bei den späteren Veränderungen, die sich bis 1926 hinzogen, entstanden ein Küchenanbau, zwei weitere Zwerchhäuser und ein Risalit mit Staffelgiebel und kräftig vorspringendem Polygonalerker sowie ein im Fachwerkstil gehaltener Wintergarten vor dem Eingangsbereich. Das zur Villa gehörende Stall- und Remisengebäude von 1875 wurde 1999 abgerissen. |      |
| Am Hofbräuhaus 3 (Standort) Verwaltungsgebäude D-4-63-000-731   | Das ehemalige Braumeisterhaus des Hofbrauhauses wurde 1885 erbaut und 1907 um ein Dachgeschoss erweitert. Das zweigeschossige Verwaltungsgebäude besitzt eine Ziegelfassade mit Sandsteingliederungen, die auf einem Quadermauersockel steht. Zwei Profilgesime trennen die Geschosse. Der quaderförmige Walmdachbau weist auf zwei Hausseiten drei Achsen und je einen Seitenrisalit mit stark betontem Dreiecksgiebel auf. Die rechteckigen, gerahmten Fenster haben im Erdgeschoss Fensterbänke, die von Konsolen getragen werden und im Obergeschoss Spiegelbrüstungen mit Randstreifen. |      |

## Am Lokomotivschuppen
| Adresse Bezeichnung Akten-Nr.                                                  | Beschreibung | Foto |
| ------------------------------------------------------------------------------ | --- | ---- |
| Am Lokomotivschuppen (Lage)                                                    | Der Weg entlang der Bahnlinie nach Neustadt beginnt am Kalenderweg und endet am ehemaligen Reichsbahngelände. Er erhielt 1914 den Namen Am Lokomotivschuppen. |      |
| Am Lokomotivschuppen 1 (Standort) ehem. Bahnbetriebswerk Coburg D-4-63-000-625 | Hinter dieser Straßenbezeichnung und Hausnummer verbirgt sich das ehemalige Bahnbetriebswerk Coburg der Deutschen Bahn, 1911–1921 von der Reichsbahndirektion Erfurt geplant und ausgeführt. 1972 fand die Nutzung der Betriebsanlagen mit der Sprengung des 50 m hohen Kesselhausschornsteins ein Ende. Erhalten blieben lediglich der 16-ständige Ringlokschuppen in Eisenfachwerk mit Tonnendach und integrierter Abluftanlage, die Drehscheibe mit Steuerhaus und das ehemalige Verwaltungs- und Übernachtungsgebäude, ein eineinhalbgeschossiger Satteldachbau mit Filialgiebel und Zwerchhaus. Wurde die gesamte Anlage in den 1980er Jahren noch als Busdepot genutzt, ist sie seit 1992 dem Verfall preisgegeben. 2011 wurden große Teile der stählernen Dach- und Torkonstruktion des Ringlokschuppens abgebrochen. 2025 zerstörte ein Brand die Dachkonstruktion der Triebwagenhalle. In der Folge wurde das Gebäude abgetragen. |      |

## Am Viktoriabrunnen
| Adresse Bezeichnung Akten-Nr.                       | Beschreibung | Foto |
| --------------------------------------------------- | --- | ---- |
| Am Viktoriabrunnen (Lage) Stadtmauer D-4-63-000-329 | Ehemaliger Stadtgraben zwischen Ernstplatz und Mauer, der durch Auffüllung zu Beginn des 19. Jahrhunderts zu einer schmalen Parkanlage mit Fußgängerpromenade wurde, die sich ursprünglich um die gesamte Altstadt zog. Vor dem Zuschütten des Stadtgrabens wurde 1825 eine der ihn speisenden Quellen als Brunnen gefasst und 1862 nach Königin Victoria von Großbritannien, die damals zwei Wochen in Coburg weilte, benannt. 1899 versiegte die Quelle und wurde eingeebnet. Die Häuser, die mit ihren Rückfronten Am Viktoriabrunnen auf den Resten der mittelalterlichen Stadtmauer stehen, bilden zusammen mit dem benachbarten Judentor ein malerisches Ensemble (siehe auch Metzgergasse). |      |